# Dvoprstenasta pečurka
Dvoprstenasta pečurka (lat. Agaricus bitorquis) je jestiva gljiva iz porodice pečurki (Agaricaceae). 

## Opis
- Klobuk kračuna je širok od 5 do 15 centimetara, najprije polukuglast, zatim konveksan i na kraju raširen, bijeli ili prljavožućkasti, vrlo mesnat, čvrst i kompaktan; rub je dugo uvrnut i gladak.
- Listići su gusti, tanki, najprije crvenkasti, na kraju čokoladnocrni.
- Stručak je visok od 3 do 7 centimetara, do 2,5 cm debeo, robustan, bijel, prema dnu se sužava; nosi tipičan dvostruki prsten koji je dugo vremena čvrsto vezan za rub klobuka.
- Meso je bijelo, debelo, na presjeku postaje crvenkasto; miris mu je ugodan, okus po lješnjacima.
- Spore su loptaste, smeđe boje, 6 x 4 – 5 μm.

## Kemijske reakcije
Meso s anilinom postaje crveno kao krv, a listići s 1-naftolom postaju crveni.  

## Stanište
Raste od svibnja do kraja jeseni u skupinama po travnatim terenima, uz putove i u parkovima; može se pronaći između pukotina na asfaltu ili na vrlo tvrdoj zemlji.    

## Upotrebljivost
Dvoprstenasta pečurka je jestiva, izvrsne kakvoće.

## Sličnosti
Dvoprstenasta pečurka može se lako zamijeniti jestivom debelonogom pečurkom (lat. Agaricus spissicaulis Möller) koja se uglavnom razlikuje po tome što nema dvostruki prsten na stručku, a najradije raste u jesen. Treba posebno naglasiti: poznata je činjenica da su gljive veliki skupljači teških metala, odnosno onih metala čija je gustoća veća od 5,9 g/cm3. Kad se ti metali resorbiraju kroz sluznicu tankog crijeva u krvotok postaju teški otrovi kao, na primjer, olovo. Prema tome, preporučujem vam da ne skupljate one gljive koje rastu blizu prometnica jer bi vam mogle naškoditi. Ako slučajno otkrijete neko mjesto (takvih nema mnogo) uz asfalt gdje raste dvoprstenasta pečurka, radije je ostavite jer mnogo koristi nećete imati, a možete se lako otrovati. Dvoprstenastu pečurku možete u Zagrebu pronaći po svim parkovima i uzduž ulica u drvoredima kestena i platana.  